# Abiomyia higona
Abiomyia higona är en tvåvingeart som beskrevs av Akira Nagatomi 1975. Abiomyia higona ingår i släktet Abiomyia och familjen vapenflugor. Inga underarter finns listade i Catalogue of Life.